# Premio Esso
Il Premio di pittura Esso o Gran premio di pittura Esso o Premio Esso è stato un premio di pittura organizzato dalla redazione della Esso Rivista tra gli anni 1951 e 1962. Per la giuria si avvalse dei critici d'arte: Lionello Venturi, Giulio Carlo Argan, Giuliano Briganti, Giuseppe Marchiori, Palma Bucarelli e altri. Fra i giurati vi furono gl'industriali Giovanni Agnelli, Giovanni Falck e Paolo Stramezzi.

## Edizioni
- 1951 presso la Galleria di Roma, tema: "Arte e Industria Petrolifera”. Giuria: Giuseppe Galassi, Emilio Lavagnino e Leonardo Sinisgalli. Vincitori: Vespignani con Notturno e Gentilini con Reparto di distillazione.[4] Premio acquisto: Afro Basaldella con Raffineria, Giuseppe Santomaso, Antonio Scordia, Enrico Paulucci con Petroliera allo scarico e Carlo Fontana.[3]
- 1953 organizzata dalla Quadriennale di Roma, tema: “Strade d’Italia”.[5] La giuria era presieduta da: Antonio Baldini presidente della Quadriennale, Giulio Carlo Argan, Palma Bucarelli, Orio Vergani e Gustavo Adolfo Comba. Vincitori: ex aequo a Renato Birolli con Strada nella campagna veronese  e Amerigo Bartoli con Lungomare in Versilia.[6] Premio acquisto: Pietro Martina, Giuseppe Novello, Enrico Paulucci e Renato Vernizzi.[3][7]
- 1955 presso Padiglione Italia dei Giardini della Biennale, tema  “Viaggio in Italia”, ispirato alla serie dei documentari di Guido Piovene che, insieme a Giulio Carlo Argan, Giuseppe Marchiori, Rodolfo Pallucchini, Marco Valsecchi e Gustavo Adolfo Comba, fece parte della giuria. Vincitori: Emilio Vedova con Sicilia, Pio Semeghini con Paesaggio lagunare, Carlo Corsi con Darsena a Riccione, Toti Scialoja con Nel bosco di Nemi, Giuseppe Ajmone con Giardino di Milano. Premio acquisti: Tancredi Parmeggiani, Remo Brindisi e Pompilio Mandelli.[3]
- 1962 presso sede dell'Ente Premi, di Palazzo Barberini, tema “Cento anni di industria in Italia”, vincitori: Giulio Turcato con Ingranaggi, secondo premio ex aequo a Giovanni Stradone e Gianfilippo Usellini.

### Hanno detto del premio
- "Una piacevole sorpresa mi provenne a suo tempo dal Premio Esso del 1951. Una famiglia d'industriali premiò allora Vespignani e Gentilini, cioè due artisti vivi, che appartengono al gusto d'oggi, e probabilmente del domani, anziché a quello di ieri, o di cento anni fa." (Lionello Venturi, 1952)[3]
- "Nello stesso anno la partecipazione a ... fu seguita dalla conquista della terza edizione del premio di pittura ESSO, patrocinato dalla Biennale di Venezia, con l’opera Soggiorno a Venezia, entrata nelle collezioni della Galleria internazionale d’arte moderna di Ca’ Pesaro." (Davide Lacagnina, Tancredi Parmeggiani)[8]
- Con il Gran Premio di Pittura Esso, indetto dall'omonima rivista della nota Multinazionale sul tema Arte e industria petrolifera e assegnatogli nel 1951 ex aequo con Vespignani, Gentilini ha modo di esercitare ancora una volta la sua grande capacità disegnativa nella prima prova che inaugura la particolare serie dei paesaggi industriali disseminata lungo l'intero percorso professionale del pittore. (Archivio Franco Gentilini)[9]
- ... Ho visto con piacere che lo schizzo del Forte ti ha fruttato un premio (meritato). Spero che questo ti persuada a venir davvero l'anno prossimo al Forte per lavorare. (Da una lettera di Ardengo Soffici a Amerigo Bartoli a pochi giorni dalla vittoria al premio, datata 18 dicembre 1953)[10]